# Hargham
Hargham var en civil parish fram till 1935 när den uppgick i civil parish Quidenham, i grevskapet Norfolk i England. Civil parish var belägen 5 km från Attleborough och hade 60 invånare år 1931. Byn nämndes i Domedagsboken (Domesday Book) år 1086, och kallades då Hercham/Herkeham.